# Videoclub
|  | Per a altres significats, vegeu «Videoclub (desambiguació)». |

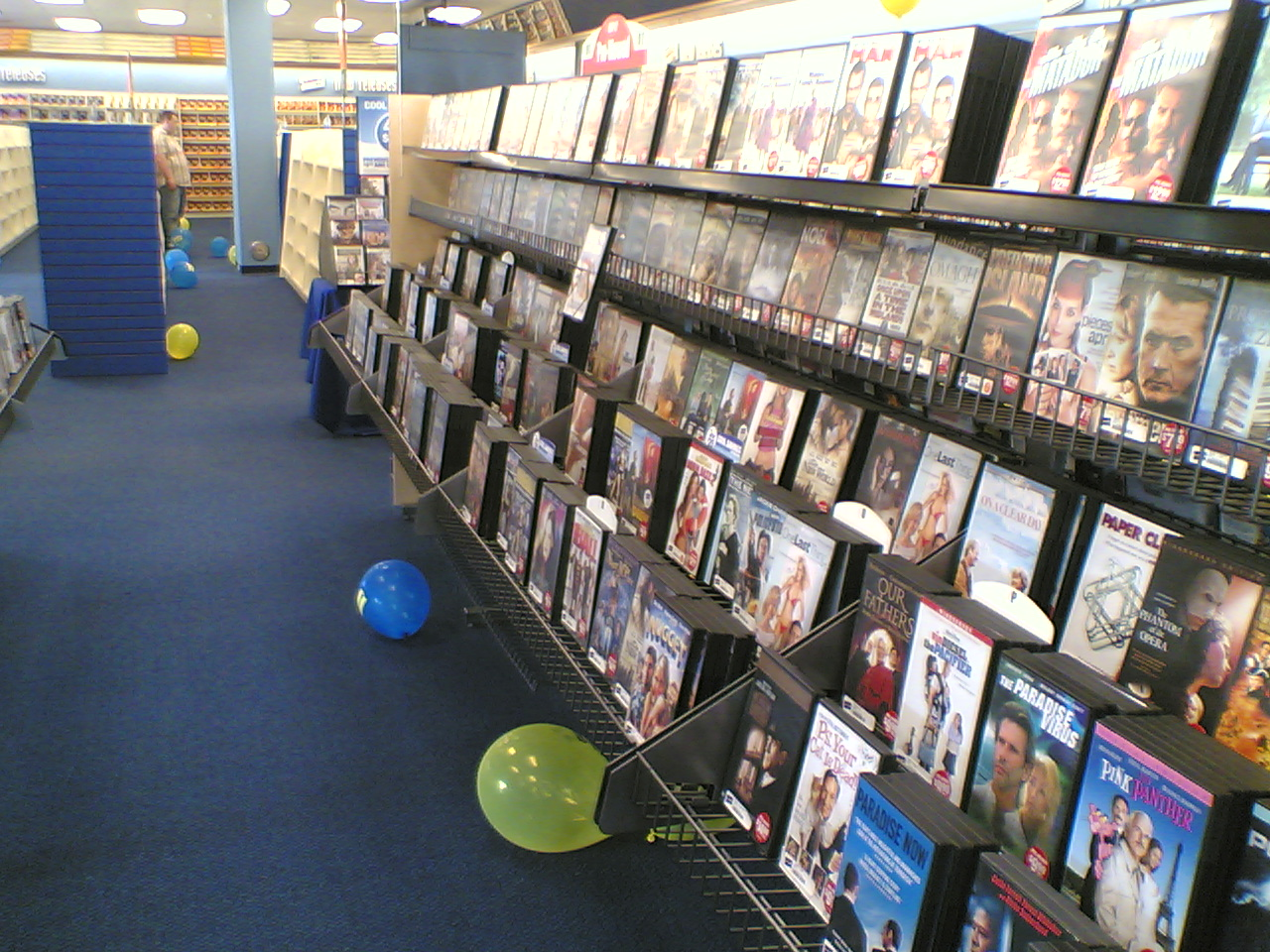
Interior d'un videoclub a Iowa (EUA) el 2006.

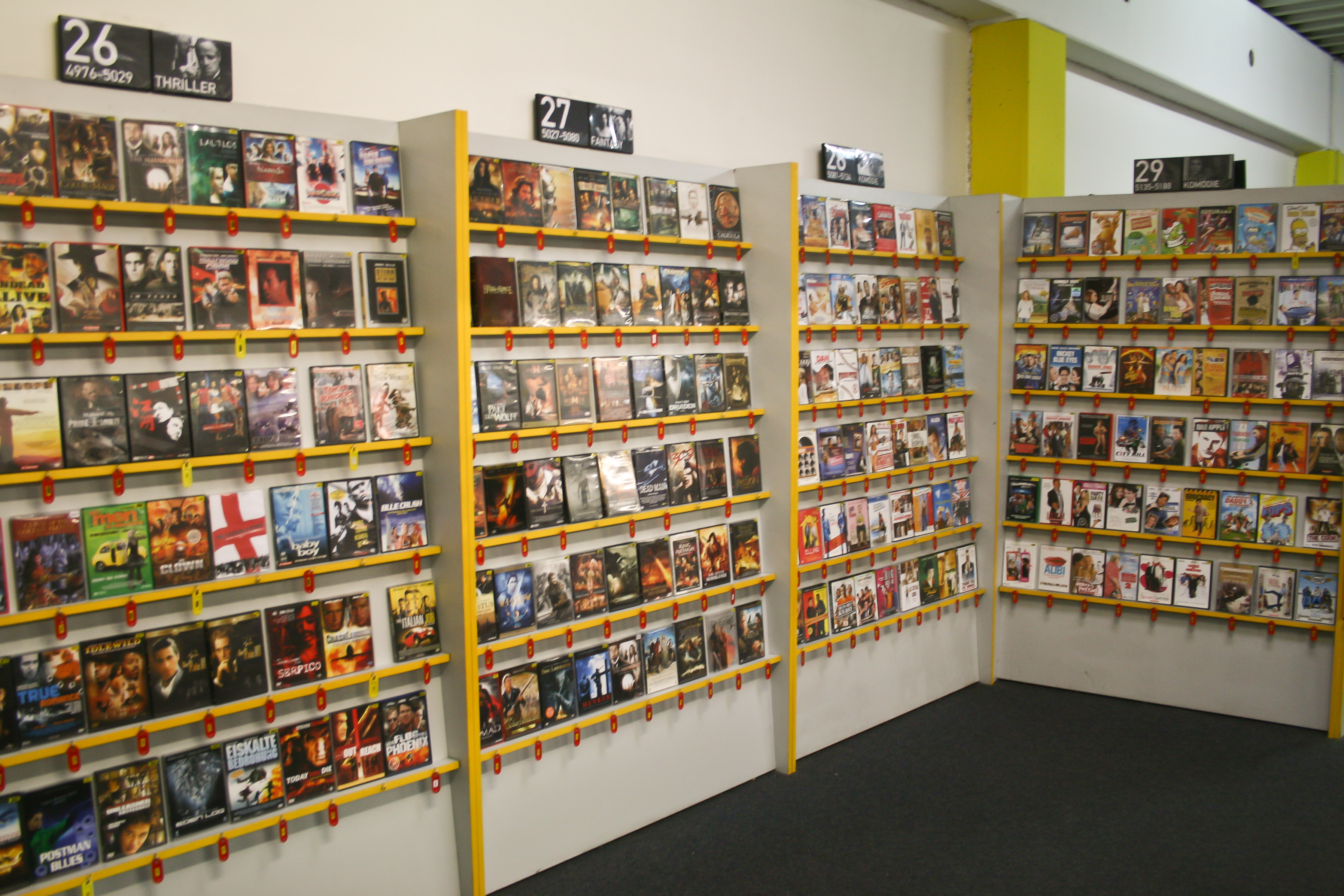
Interior d'un videoclub a Salzburg (Àustria) el 2009.

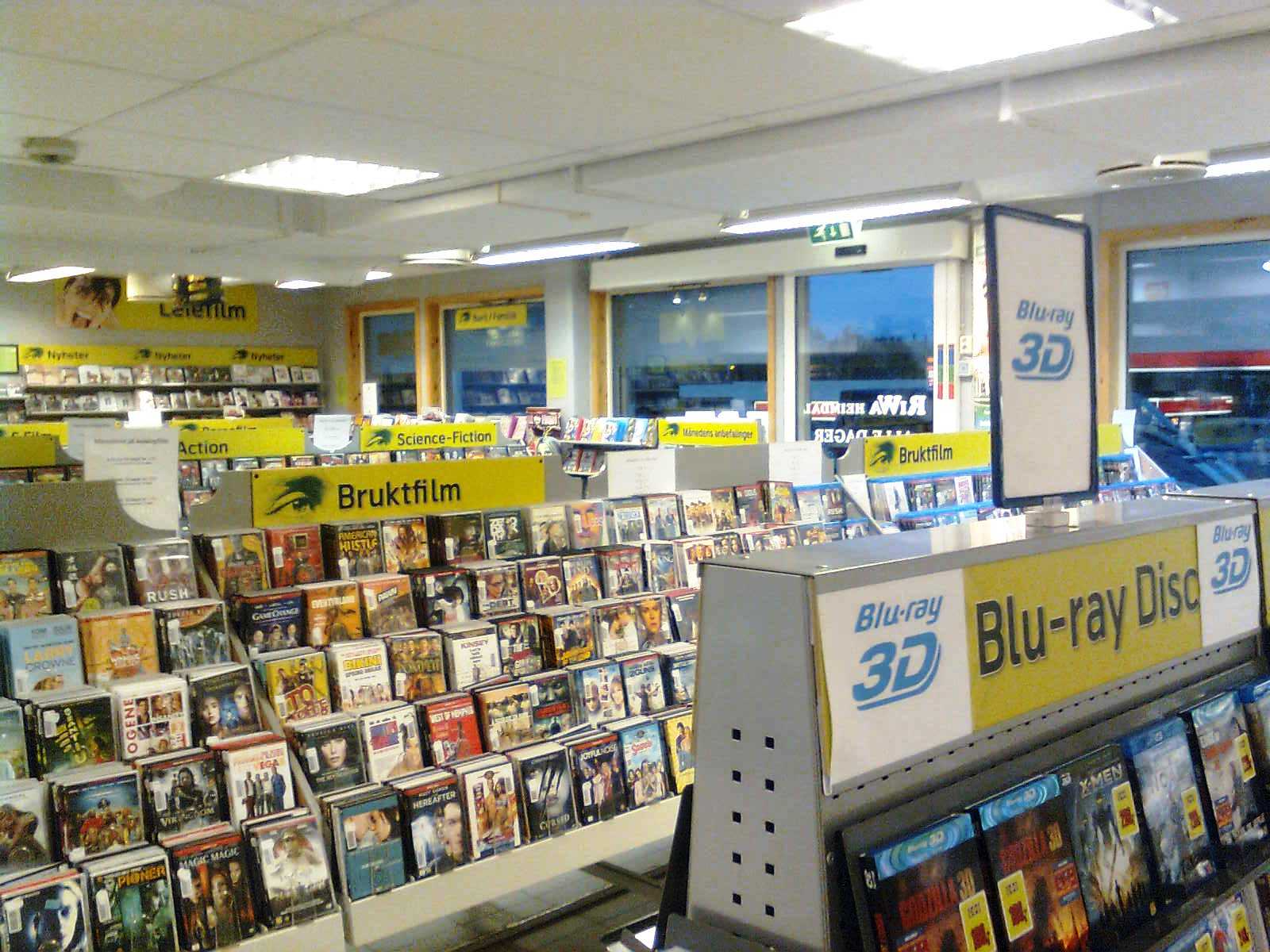
Interior d'un videoclub a Heimdal (Noruega) el 2014.

Un videoclub és una botiga de lloguer i venda de vídeos. Permet adquirir temporalment vídeos com ara pel·lícules, programes de televisió pregravats, discos de videojocs i altres continguts multimèdia. Habitualment, l'establiment fa negocis amb els clients en condicions i termes acordats en un contracte de lloguer, i amb tal finalitat recull informació sobre el client, com ara les dades d'identificació per a efectuar els cobraments i evitar fraus. Moltes botigues de lloguer de vídeos també venen pel·lícules ja usades i/o pel·lícules noves sense obrir.

## Història

### Dècada del 1970
L'empresa més antiga del món que llogava còpies de pel·lícules per a ús privat va ser una botiga de lloguer de bobines de pel·lícules oberta per Eckhard Baum a Kassel (Alemanya) l'estiu de 1975. Baum col·leccionava pel·lícules en format Super-8 com a afició i prestava peces de la seva col·lecció als amics i coneguts. Com que mostraven un gran interès per les seves pel·lícules, se li va ocórrer la idea de llogar pel·lícules com a activitat complementària. Amb els anys, va afegir cintes de vídeo i discos òptics a la gamma. El setembre de 2015 Baum encara duia el negoci; al juny de 2006 va aparèixer al documental Eckis Welt d'Olaf Saumer.
La primera botiga de lloguer de vídeos gestionada professionalment als Estats Units, Video Station, va ser oberta per George Atkinson el desembre de 1977 a Los Angeles. Després que 20th Century Fox hagués signat un acord amb el fundador de Magnetic Video per concedir-li el permís a 50 dels seus títols per vendre directament als consumidors, entre ells Butch Cassidy and the Sundance Kid, M*A*S*H, Hello, Dolly!, Patton, French Connection, The King and I i Somriures i llàgrimes. Atkinson va comprar tots els títols en formats VHS i Betamax, i els va oferir en lloguer. Aquestes botigues van portar a la creació de cadenes de lloguer de vídeos com West Coast Video, Blockbuster Video i Rogers Video als anys vuitanta.
Sony va treure al mercat els seus primers enregistradors de vídeo disponibles comercialment als Estats Units el 7 de juny de 1975 i l'any següent, el 25 d'octubre de 1976, Universal i Disney van presentar una demanda contra Sony en el cas conegut com «cas Betamax», en què els dos estudis van intentar prohibir la venda d'aparells de vídeo i, més tard, el lloguer de pel·lícules, cosa que hauria destruït el negoci de lloguer de vídeos als EUA. Finalment, el 17 de gener de 1984, el Tribunal d'Apel·lacions dels Estats Units va dictar una sentència favorable a Sony per cinc vots a quatre.

### Dècada del 1980

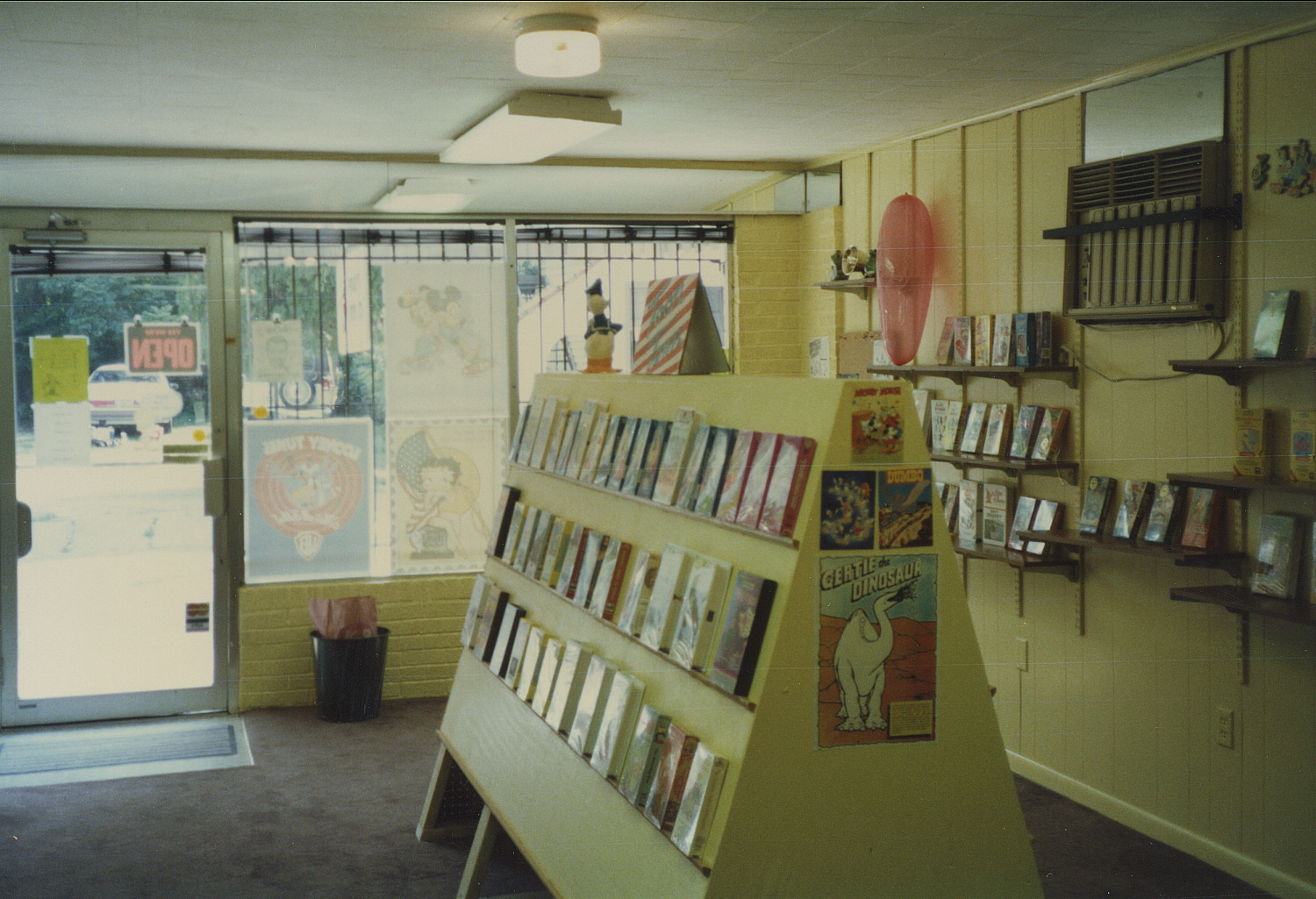
Petit videoclub a Nova Orleans (Louisiana, EUA) el 1988.

A la dècada del 1980, les botigues de lloguer de vídeos llogaven cintes VHS i Betamax de pel·lícules, tot i que la majoria de botigues van deixar enrere les cintes beta quan VHS va guanyar la guerra de formats a finals de la dècada. Els videojocs s'hi van començar a llogar a partir de 1982. Alguns dels cartutxos de jocs més antics disponibles per llogar incloïen Donkey Kong, Frogger i E.T. the Extra-Terrestrial, tot i que no gaires botigues els tenien disponibles per al lloguer en aquell moment.
La premsa va parlar dels aparells de vídeo (VCR) "i dels hàbits de visualització que han generat: el viatge de dissabte a la nit a la botiga de lloguer de cintes per triar per un parell de dòlars la pel·lícula que voleu veure quan la vulgueu veure". A la dècada de 1980, era habitual que les botigues lloguessin equips, normalment gravadors de VHS, així com cintes.
Els videoclubs tenien clients de totes les edats i formaven part d'un negoci en ràpid creixement; el 1987, els ingressos del mercat de vídeo domèstic d'aquell any van superar els ingressos de taquilla. Alguns videoclubs també tenien seccions només per a adults que contenien vídeos classificats X.

### Dècada del 1990 i del 2000
A finals de la dècada del 1990, les botigues de lloguer de vídeos van començar a llogar DVDs, un format digital amb una resolució més alta que el VHS i un format més petit que les cintes, cosa que permetia els videoclubs emmagatzemar més pel·lícules. A més, els discos es podien enviar per correu, la qual cosa va fer que els serveis de DVD de correu fossin factibles. Al tombant del mil·lenni, Netflix va oferir un model de lloguer per a cada DVD i va introduir una subscripció mensual per a DVDs el setembre de 1999. El model de lloguer habitual es va abandonar a principis de l'any 2000, cosa que va permetre l'empresa centrar-se en el model de negoci de lloguers il·limitats de tarifa plana sense dates de venciment, comissions per retard (una font de molèstia per als clients de les botigues de videojocs), despeses d'enviament i gestió, o tarifes de lloguer per títol.
Altres cadenes i botigues independents van passar més tard al nou format. De la mateixa manera, a finals de la dècada del 2000, després que la guerra del format de disc òptic d'alta definició acabés, molts videoclubs van començar a vendre i llogar discos Blu-ray, un format que admet la resolució d'alta definició.
Algunes empreses com Redbox llogaven DVDs en màquines automàtiques de quiosc o màquines expenedores. Mentre que els videoclubs tradicionals tancaven a un ritme elevat, Redbox es va traslladar a ubicacions comercials com ara supermercats i va col·locar quioscos dins o fora d'aquests per accedir a aquesta base de consumidors. Redbox va superar Blockbuster (de lloguer tradicional) el 2007 en nombre d'ubicacions als EUA, els 100 milions de lloguers el febrer de 2008, i els 1.000 milions de lloguers el setembre de 2010.
La disponibilitat de vídeo sota demanda respecte als sistemes de televisió per cable i els serveis de VHS i de DVD per correu oferien als consumidors una manera de veure pel·lícules i la comoditat de triar-les sense haver de sortir de casa. Amb l'arribada de la World Wide Web, els serveis d'Internet que transmetien contingut com Netflix es van fer cada cop més populars a partir de mitjans de la dècada del 2000. Totes les noves maneres de veure pel·lícules van reduir molt la demanda de videoclubs, i molts van tancar com a conseqüència d'això.
- Sistema de lloguer de DVDs de Blockbuster. A la imatge, una còpia d'Adventureland.
- Servei de lloguer de pel·lícules per correu en format DVD.
- Quiosc automatitzat de Redbox per al lloguer de DVDs i discs de videojocs.

### Dècada del 2010 - present

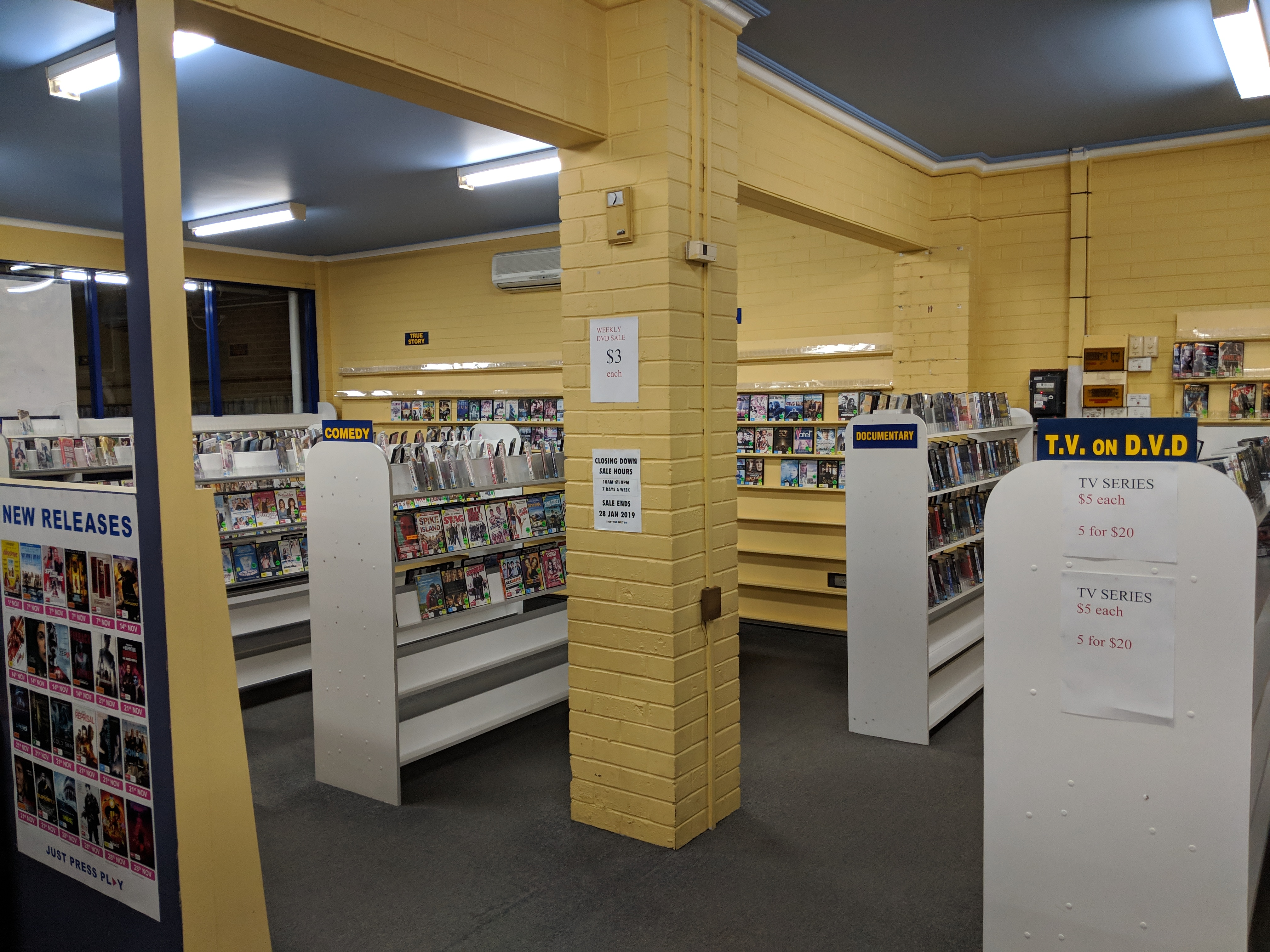
Manifold Video, l'últim videoclub de Geelong (Austràlia), unes setmanes abans del tancament el 2019.

L'adopció generalitzada de serveis de vídeo a la carta i reproducció en línia de vídeo com Netflix a la dècada del 2010 va reduir dràsticament els ingressos de la majoria de les principals cadenes de lloguer, fet que va provocar el tancament de la majoria de videoclubs. A causa de la caiguda precipitada de la demanda, poques botigues de lloguer han sobreviscut fins als nostres dies. A partir del 2022, el petit nombre de botigues restants tendeix a atendre els amants del cinema que busquen pel·lícules clàssiques i històriques, pel·lícules d'art i assaig, pel·lícules independents i pel·lícules de culte que estan menys disponibles a les plataformes de reproducció en línia.
A la dècada del 2020, algunes botigues de vídeo davant la pèrdua del seu model de negoci es van adaptar convertint-se en organitzacions sense ànim de lucre que se centraven a preservar un arxiu del patrimoni cinematogràfic i a educar la gent sobre el cinema. Funcionar com a organització sense ànim de lucre permetia un videoclub utilitzar personal voluntari i sol·licitar subvencions, cosa que podia fer que fos factible operar amb menys ingressos de lloguer.
El 2022, CBC News va informar que Ottawa encara tenia dues botigues de lloguer de DVD: Movies n' Stuff (12.000 títols de lloguer i 40.000 més en emmagatzematge) i Glebe Video International (18.000 títols de lloguer).
A Catalunya, només uns quants videoclubs resistien oberts. El novembre de 2019 va tancar La ruina films, una botiga de lloguer de vídeos de Sabadell que havia obert el 2015 amb la voluntat de conviure amb Internet. El març del mateix any, a Barcelona encara n'hi quedaven set: Videoclub Tibidabo, Barnavideo, Deuvedes, Vídeo Instan, Cineaddicte, Mr Brown Store i Video Marcha, però l'abril del 2022 els tres primers ja havien tancat. A Tarragona, el Videoclub Imperial encara mantenia la seva activitat econòmica el desembre de 2022, mentre que el DeCine de Manresa havia abaixat la persiana l'any anterior.

## En la cultura popular
L'impacte dels videoclubs en la cultura popular queda demostrat per l'ús que fan els cineastes de les botigues de lloguer de vídeos com a escenari per a diverses pel·lícules des dels anys vuitanta fins a la dècada del 2000. Alguns exemples inclouen Be Kind Rewind (2008), en què Jack Black i Mos Def interpreten dos treballadors d'un videoclub pendent de demolició; Clerks (1994), de Kevin Smith, que descriu un dia a la vida de dos empleats cansats i enfadats, un dels quals treballa en un videoclub; Speaking Parts (1989), una pel·lícula dirigida per Atom Egoyan sobre un client d'un videoclub l'obsessió del qual per un actor menor l'empeny a llogar totes les pel·lícules en què participa; Remote Control (1988), una pel·lícula de ciència-ficció sobre un esquema de rentat de cervell alienígena que utilitza un missatge amagat en una cinta VHS, en la qual Kevin Dillon interpreta el paper de dependent de la botiga de vídeo; Air Doll (2009), una pel·lícula japonesa sobre una nina inflable que cobra vida i comença a treballar en un videoclub; Bleeder (1999), una pel·lícula de Nicolas Winding Refn en la qual Mads Mikkelsen interpreta un dependent de botiga de lloguer de vídeos solitari; i Watching the Detectives (2007), una pel·lícula en la qual Cillian Murphy és el dependent d'un videoclub cinèfil que intenta que els seus clients s'interessin pel cinema.